# Орлово око
 Тази статия е за филма.  За площадката за наблюдение в Западните Родопи вижте Орлово око (Родопи).  
Орлово око (на английски: Eagle Eye) е американски филм от 2008 г. на режисьора Ди Джей Карузо.

## Актьорски състав
| Актьор           | Роля             |
| ---------------- | ---------------- |
| Шая Лабъф        | Джери и Итън Шоу |
| Мишел Монахан    | Рейчъл Холоман   |
| Джулиан Мур      | ARIIA (глас)     |
| Росарио Доусън   | Зоуи Перез       |
| Били Боб Торнтън | Том Морган       |
| Майкъл Чиклис    | Джордж Калистър  |
| Антъни Маки      | Уилям Боуман     |
| Итън Ембри       | Тоби Грант       |
| Антъни Азизи     | Раним Халид      |
| Камерън Бойс     | Сам Холоман      |

## Награди и номинации
| Награда | Категория                        | Номиниран(и)                     | Резултат  |
| ------- | -------------------------------- | -------------------------------- | --------- |
| Сатурн  | Най-добър научнофантастичен филм | Най-добър научнофантастичен филм | номинация |
| Емпайър | Най-добър трилър                 | Най-добър трилър                 | номинация |

## „Орлово око“ В България
На 13 ноември 2010 г. филмът е излъчен по Нова телевизия с дублаж на Александра Аудио. Екипът се състои от:
| Изпълнителен продуцент | Васил Новаков                                                       |
| Преводач               | Силвия Вълкова                                                      |
| Озвучаващи артисти     | Поля Цветкова Надя Полякова Петър Бонев Стефан Младенов Илия Иванов |
| Тонрежисьор            | Георги Тончев                                                       |
| Режисьор на дублажа    | Петър Върбанов                                                      |

На 23 март 2019 г. е излъчен и по bTV Action с втори дублаж на Медиа Линк. Екипът се състои от:
| Озвучаващи артисти  | Златина Тасева Петя Абаджиева Димитър Ангелов Радослав Рачев Стоян Цветков |
| Преводач            | Мариана Димитрова                                                          |
| Тонрежисьор         | Стамен Янев                                                                |
| Режисьор на дублажа | Мария Ангелова                                                             |